# أبو حجر الأعلى
أبو حجر الأعلى قرية تقع بين محافظة صامطة ومحافظة أحد المسارحة في منطقة جازان.

## نبذة
قرية أبو حجر الأعلى تقع إلى الشمال من وادي ليه ويحدها غرباً قرية أبو حجر الأسفل ومن الشمال مشروع الإسكان، حيث أن القرية واقعة في الطريق الذي يربط محافظتي صامطة وأحد المسارحة بمحافظة الحرث.